# Polystichum acrostichoides
El helecho navideño (Polystichum acrostichoides) es un helecho, miembro de la familia Dryopteridaceae; el nombre Polystichum, se refiere a las muchas hileras de soros que se presentan en sus especies, mientras que el nombre P. acrostichoides hace referencia al parecido que tiene esta especie en particular con otro género (Acrostichum) que también tiene muchas hileras de soros.

## Clasificación y descripción
Rizoma: no presente, es su lugar ocurre un caudice (tallo corto) de hasta 2 cm de diámetro;  frondes: de hasta 70 cm de largo, creciendo en forma de manojo; pecíolo: de hasta 30 cm de largo y 2 mm de diámetro, la base del peciolo tiene una gran cantidad de escamas; lámina: hemidimórfica, la parte apical de la fronda es fértil con entre 8 o 25 pinnas angostas y constreñidas, mientras que la parte basal es estéril y sus pinnas son más anchas y largas que las del ápice; raquis: sin brotes o retoños, con escamas, algunas de ellas parecidas a pelos; pinnas: simples, no divididas, entre 22 y 35 pares, haciéndose cada vez más pequeñas hacia el ápice de la fronda, sus márgenes son aserrados o espinulosos, con escamas o pelillos en la parte inferior de las pinnas; soros: redondeados, de color café o café claros; indusio: en forma de escudo (peltado).

## Distribución
Se distribuye en Canadá y Estados Unidos, en México solo ocurre en Tamaulipas y Nuevo León; se ha naturalizado en Europa.

## Ambiente
Habita en bosques de encino, pino y mixtos, crece entre la hojarasca y las rocas, prefiere sitios sombreados y con humedad.

## Estado de conservación
No se encuentra sujeta a ningún estatus de conservación.